# Neuvy-le-Barrois
Neuvy-le-Barrois település Franciaországban, Cher megyében. Lakosainak száma 147 fő (2022. január 1.). Neuvy-le-Barrois Apremont-sur-Allier, La Chapelle-Hugon, Grossouvre, Mornay-sur-Allier, Sancoins, Mars-sur-Allier és Saincaize-Meauce községekkel határos.

## Népesség
A település népessége az elmúlt években az alábbi módon változott:
| Lakosok száma | 248  | 165  | 147  | 158  | 159  | 148  | 139  | 132  | 137  | 147  |
|               | 1968 | 1982 | 1990 | 2006 | 2013 | 2015 | 2017 | 2019 | 2020 | 2022 |